# Heukran (Kran)
Ein Heukran dient zur Einlagerung und Umsetzung von Dürrgut und Ballen in Scheunen und Heuböden. Der Heukran löste den arbeitsintensiven Heuaufzug ab, sofern dieser nicht durch ein Heugebläse ersetzt wurde.

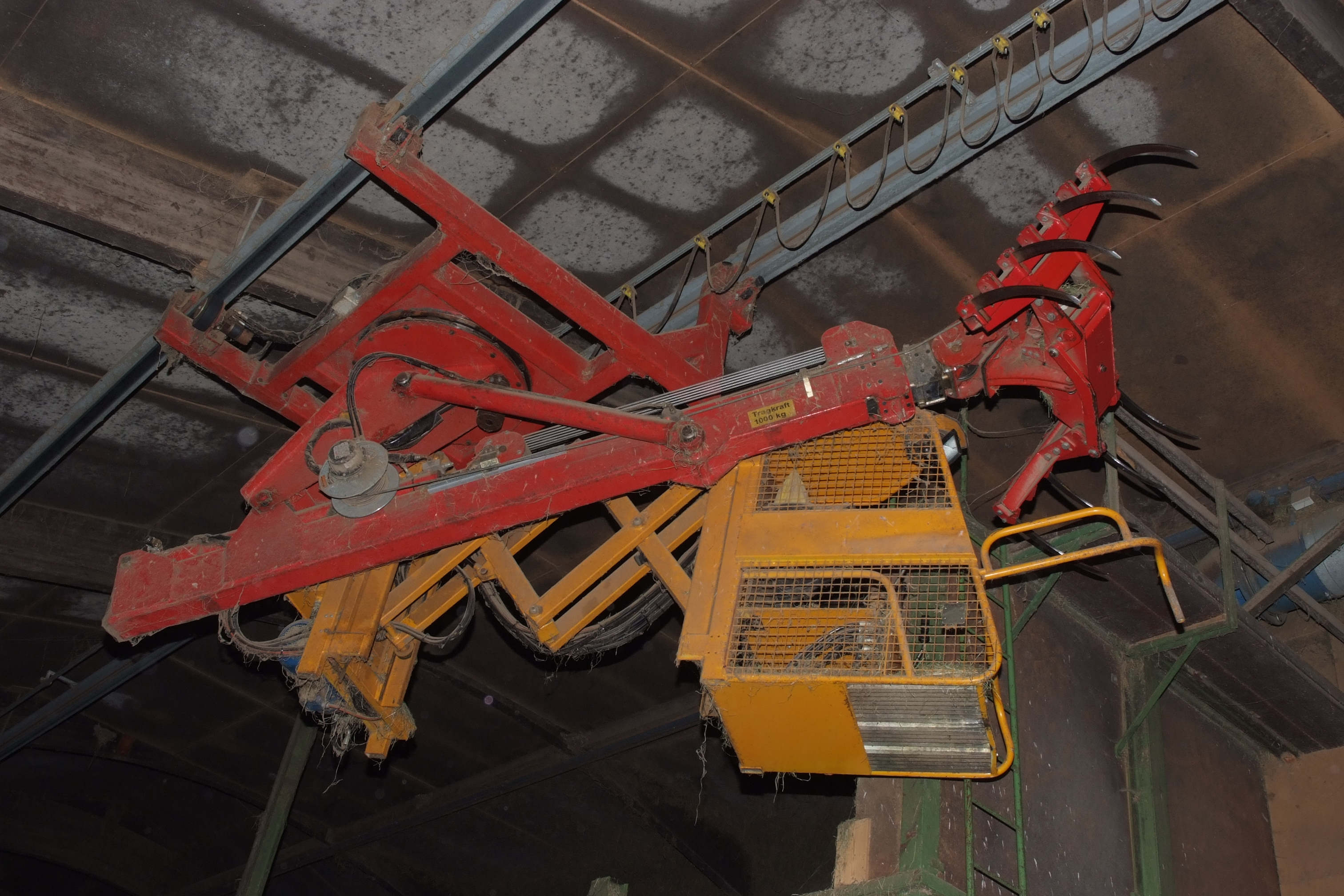
Heukran

Die meisten Heukräne sind als Hängedrehkräne mit Teleskoparm oder Hallenlaufkräne ausgeführt, nur einzelne Heukräne als normale Drehkräne konstruiert. Im Gegensatz zum einschienigen Heuaufzug läuft ein Heukran immer an zwei Schienen, mit den auch Kurven befahren werden können. Die Schienen sind dabei entweder unter der Decke des Gebäudes (Hängedrehkran und Hallenlaufkran) oder auf dem Boden (Drehkran) befestigt, anstatt letzterem werden fast immer Heubagger eingesetzt.
Angetrieben werden Heukräne ausschließlich von Elektromotoren.
Während der Heuaufzug lediglich die Einlagerung von Dürrgut erleichtert (das Dürrgut muss nach der Einlagerung noch per Hand auf der gesamten Lagerfläche verteilt werden), kann der Heukran nicht nur Dürrgut und Ballen auf der gesamten Lagerfläche einlagern, sondern auch wieder aufnehmen.